# Señal de guía del axón
La señal de guía del axón (también Axonal Pathfinding en inglés) búsqueda de la ruta del axón, en el desarrollo neuronal es el proceso por el cual las neuronas son guiadas por moléculas, enviando axones para alcanzar sus objetivos correctos. Los axones siguen caminos muy precisos en el sistema nervioso, y como se las arreglan para encontrar su camino con tanta precisión es un área de investigación en curso. 

## Características
Las neuronas y los axones están guiados por moléculas y mecanismos de guía. Se plantean al menos cuatro mecanismos distintos: atracción por contacto, quimioatracción, repulsión por contacto y quimiorrepulsión.
El primero en observar y registrar las puntas de crecimiento de los axones, fue Ramón y Cajal; además fue un defensor de que los axones encontrarían su camino en respuesta a las señales quimiotácticas.
“Si uno admite que los neuroblastos están dotados de propiedades quimiotácticas, también podría imaginarse que son capaces de movimientos ameboides, iniciados por factores secretados por elementos epiteliales, neurales o mesodérmicos. Como resultado, sus procesos pueden estar orientados en la dirección de los gradientes químicos, y así ser guiados hacia las células secretoras” 
Ramon y Cajal, 1892.

El crecimiento de los axones tiene lugar a partir de una pequeña región llamada el cono de crecimiento y alcanza su objetivo con relativamente pocas moléculas de guía. Los receptores del cono de crecimiento responden a las señales de guía.

## Mecanismos
Los axones en crecimiento tienen una estructura altamente móvil en la punta de crecimiento llamada cono de crecimiento, que "olfatea" las actividades en el medio ambiente extracelular en busca de señales que le indiquen al axón en qué dirección crecer. Estas señales, llamadas señales de guía, pueden estar fijas en un lugar o ser difusas; pueden atraer o repeler axones. 

Los conos de crecimiento contienen receptores que reconocen estas señales de guía e interpretan la señal en una respuesta quimiotrópica. El marco teórico general es que cuando un cono de crecimiento "siente" una señal de orientación, los receptores activan diversas moléculas de señalización en el cono de crecimiento que eventualmente afectan al citoesqueleto. Si el cono de crecimiento detecta un gradiente de la señal de guía, la señalización intracelular en el cono de crecimiento neural se produce de forma asimétrica, de modo que los cambios citoesqueléticos se producen de forma asimétrica y el cono de crecimiento 
hacia la señal de guía o se aleja de ella.
Una combinación de métodos genéticos y bioquímicos ha llevado al descubrimiento de varias clases importantes de moléculas de orientación de los axones y de sus receptores.

Se han identificado cinco familias de proteínas de guía: Netrinas con sus receptores, Neogenina y UNC-5; proteínas Slit, que se unen a sus receptores Robo; Semaforinas, que activan los receptores de Neuropilina y Plexina; Efrinas y sus receptores Efs (Ephs); y la familia de moléculas de orientación repulsiva (RGM) que se unen a Neogenina. Además de estas proteínas guía, y de las moléculas de adhesión, también los factores de crecimiento y morfógenos, tales como Wnts, Sonic hedgehog (Shh), TGF-β/BMP, Neurotrofinas o endocannabinoides han sido implicados en la navegación axonal.
- Netrinas: Las netrinas son moléculas secretadas que pueden actuar para atraer o repeler axones uniéndose a sus
- Efrinas: Las efrinas son moléculas de la superficie de la célula que activan los receptores Eph en la superficie de otras células. Esta interacción puede ser atractiva o repulsiva. En algunos casos, las efrinas también pueden actuar como receptores al transducir una señal en la célula que la expresa, mientras que las efrinas actúan como ligandos. La señalización en las células portadoras de efrina y Ephs se llama "señalización bidireccional".
- Semaforinas: Los muchos tipos de semaforinas son principalmente repelentes axonales, y activan complejos de receptores de la superficie celular llamados Plexinas y Neuropilina
- Moléculas de adhesión celular (CAMs): Proteínas integrales de membrana que median la adhesión entre los axones en crecimiento y que provocan la señalización intracelular dentro del cono de crecimiento. Las CAMs son la clase principal de proteínas que median la correcta navegación axonal de los axones que crecen en los axones (fasciculación). Hay dos subgrupos de CAM: IgSF-CAMs (pertenecientes a la superfamilia de las inmunoglobulinas) y Cadherins (CAMs dependientes de Ca).

Además, muchas otras clases de moléculas extracelulares son utilizadas por los conos de crecimiento para navegar adecuadamente: 
- Morfógenos del desarrollo, como BMP, Wnts, Hedgehog y FGF
- Matriz extracelular y moléculas de adhesión como la laminina, las tenascinas, los proteoglicanos, la N-CAM y la L1
- Los factores de crecimiento como el NGF
- Los neurotransmisores y moduladores como GABA